# Mesosemia nympharena
Espèce
Mesosemia nympharena est une espèce d'insectes lépidoptères (papillons) appartenant à la famille des Riodinidae et au genre Mesosemia.

## Dénomination
Mesosemia nympharena a été décrit par Hans Ferdinand Emil Julius Stichel en 1909.

## Écologie et distribution
Mesosemia nympharena n'est présent qu'en Guyane.